# Harold Ogust
Harold Ogust (geboren 1917 in New York City; gestorben 24. April 1978 ebenda)  war ein amerikanischer Bridge-Spieler. Er hat die Ogust Konvention entwickelt.

## Erfolge im Bridge

### Siege
- North American Bridge Championships (4)
  - Reisinger (2) 1957, 1963
  - Spingold (2) 1956, 1960

### 2. Plätze
- Bermuda Bowl (1) 1957[2]
- North American Bridge Championships (5)
  - Reisinger (1) 1945
  - Spingold (1) 1966
  - Vanderbilt Trophy (3) 1955, 1959, 1962